# XIII Cuerpo de Ejército (Bando republicano)
El XIII Cuerpo de Ejército fue una formación militar perteneciente al Ejército Popular de la República que luchó durante la Guerra Civil Española. Situado en el Frente de Teruel, llegó a tomar parte en las campañas de Teruel y Levante.

## Historial
La formación fue creada en junio de 1937 sobre la base del antiguo Ejército de operaciones de Teruel. El 2 de agosto de 1937 usando como base algunas fuerzas del XIII Cuerpo se creó el XIX Cuerpo de Ejército. Ambas formaciones quedaron asignadas al Ejército de Levante el 19 de agosto de 1937, cubriendo diversos sectores del frente de Teruel.
Algunas de sus unidades llegaron a tomar parte en la batalla de Teruel y, posteriormente, en la campaña del Levante.

## Mandos
Comandantes
- coronel Jesús Velasco Echave;[3]
- coronel de Infantería José Balibrea Vera;[4]
- teniente coronel Fernando Salavera Camps;[3]
- teniente coronel de artillería Manuel Gallego Calatayud;[5]
- teniente coronel Carlos Romero Jiménez;[6]
- comandante de infantería Fulgencio González Gómez;[7]

Comisarios
- Sergio Álvarez Ibáñez, del PSOE;[8]

Jefes de Estado Mayor
- teniente coronel de Estado Mayor Federico Pérez Serrano;
- teniente coronel de Estado Mayor José García Garnero;[9]
- comandante de infantería Máximo Jiménez Labrador;
- comandante de infantería Ángel García Rollán;
- comandante de infantería Manuel Bustos García;

Cuerpos Técnicos
- Coronel de Ingenieros Alberto Portilla Hueso;
- Comandante de Ingenieros Juan Castellano Gállego;[10]

## Orden de batalla
| Fecha               | Ejército adscrito   | Divisiones integradas   | Frente de batalla |
| Junio-julio de 1937 | —                   | 39.ª, 40.ª, 41.ª y 42.ª | Cuenca-Teruel     |
| Diciembre de 1937   | Ejército de Levante | 39.ª y 42.ª             | Cuenca-Teruel     |
| Febrero de 1938     | Ejército de Levante | 39.ª y 41.ª             | Cuenca-Teruel     |
| 13 de mayo de 1938  | Ejército de Levante | 5.ª, 28.ª y 39.ª        | Cuenca-Teruel     |
| 4 de julio de 1938  | Ejército de Levante | 28.ª y 65.ª             | Cuenca-Teruel     |
| Agosto de 1938      | Ejército de Levante | 54.ª, 61.ª y 28.ª       | Cuenca-Teruel     |
| 5 de marzo de 1939  | Ejército de Levante | 25.ª y 67.ª             | Cuenca-Teruel     |